# Ackeem Blake
Ackeem Blake (21 gennaio 2002) è un velocista giamaicano vincitore della medaglia di bronzo ai mondiali indoor di Glasgow nei 60 metri piani.

## Record nazionali
Seniores
- 60 metri piani: 6"42 ( Kingston, 25 febbraio 2023)

## Progressione

### 100 metri piani
| Stagione | Misura | Luogo       | Data      | Rank. Mond. |
| -------- | ------ | ----------- | --------- | ----------- |
| 2023     | 9"89   | Los Angeles | 27-5-2023 |             |
| 2022     | 9"93   | Kingston    | 24-6-2022 |             |
| 2021     | 10"35  | Kingston    | 1-5-2021  |             |
| 2020     | 10"64  | Kingston    | 6-3-2020  |             |
| 2019     | 10"41  | Kingston    | 21-6-2019 |             |
| 2018     | 10"87  | Kingston    | 16-6-2018 |             |

## Palmarès
| Anno | Manifestazione       | Sede      | Evento      | Risultato  | Prestazione | Note                  |
| ---- | -------------------- | --------- | ----------- | ---------- | ----------- | --------------------- |
| 2019 | Campionati NACAC U18 | Querétaro | 100 m piani | Bronzo     | 10"41       |                       |
| 2022 | Mondiali             | Eugene    | 100 m piani | Semifinale | 10"19       | [ 1 ] [ 2 ]           |
| 2022 | Mondiali             | Eugene    | 4x100 m     | 4º         | 38"06       | [ 3 ]                 |
| 2022 | Campionati NACAC     | Freeport  | 100 m piani | Oro        | 9"98        | Record dei campionati |
| 2022 | Campionati NACAC     | Freeport  | 4x100 m     | Bronzo     | 38"94       |                       |
| 2023 | Mondiali             | Budapest  | 4x100 m     | Bronzo     | 37"76       | [ 4 ]                 |
| 2024 | Mondiali indoor      | Glasgow   | 60 m piani  | Bronzo     | 6"46        | [ 5 ]                 |
| 2024 | Giochi olimpici      | Parigi    | 100 m piani | Semifinale | 10"06       |                       |
| 2024 | Giochi olimpici      | Parigi    | 4x100 m     | Batteria   | 38"45       |                       |

## Altre competizioni internazionali
2024
- Vincitore della Diamond League nella specialità dei 100 m piani